# Glutodon mikeaensis
Glutodon mikeaensis (лат. ) — вид ос-бетилид, единственный в составе рода Glutodon из подсемейства Pristocerinae (Bethylidae, Hymenoptera).

## Распространение
Мадагаскар.

## Описание
Мелкие осы-бетилиды. Самцов этого рода легко узнать среди других родов подсемейства Pristocerinae по брюшку с коническим расширением на стерните VIII и гипопигию с очень толстой по всей длине переднебоковой аподемой с очень выпуклым концом, оба условия уникальны для представителей всего семейства Bethylidae. Метанотум крупный, выше мезоскутума. Усики 12-члениковые. Оцеллии у самок отсутствуют, а их глаза и крылья редуцированы. Самцы крылатые; переднее крыло самцов с 3 замкнутыми ячейками (R, 1Cu, C). Предположительно, как и близкие виды паразитоиды насекомых.

## Классификация
Вид был впервые описан в 2022 году бразильскими энтомологами (Федеральный университет Эспириту-Санту, Departamento de Biologia, Av. Marechal Campos, Витория, Эспириту-Санту, Бразилия) по материалам с острова Мадагаскар и выделен в отдельный род. Glutodon является шестым родом ос-бетилид, эндемичных для Мадагаскара и 30-м родом из подсемейства Pristocerinae.